# Stefano Magnasco (pittore)

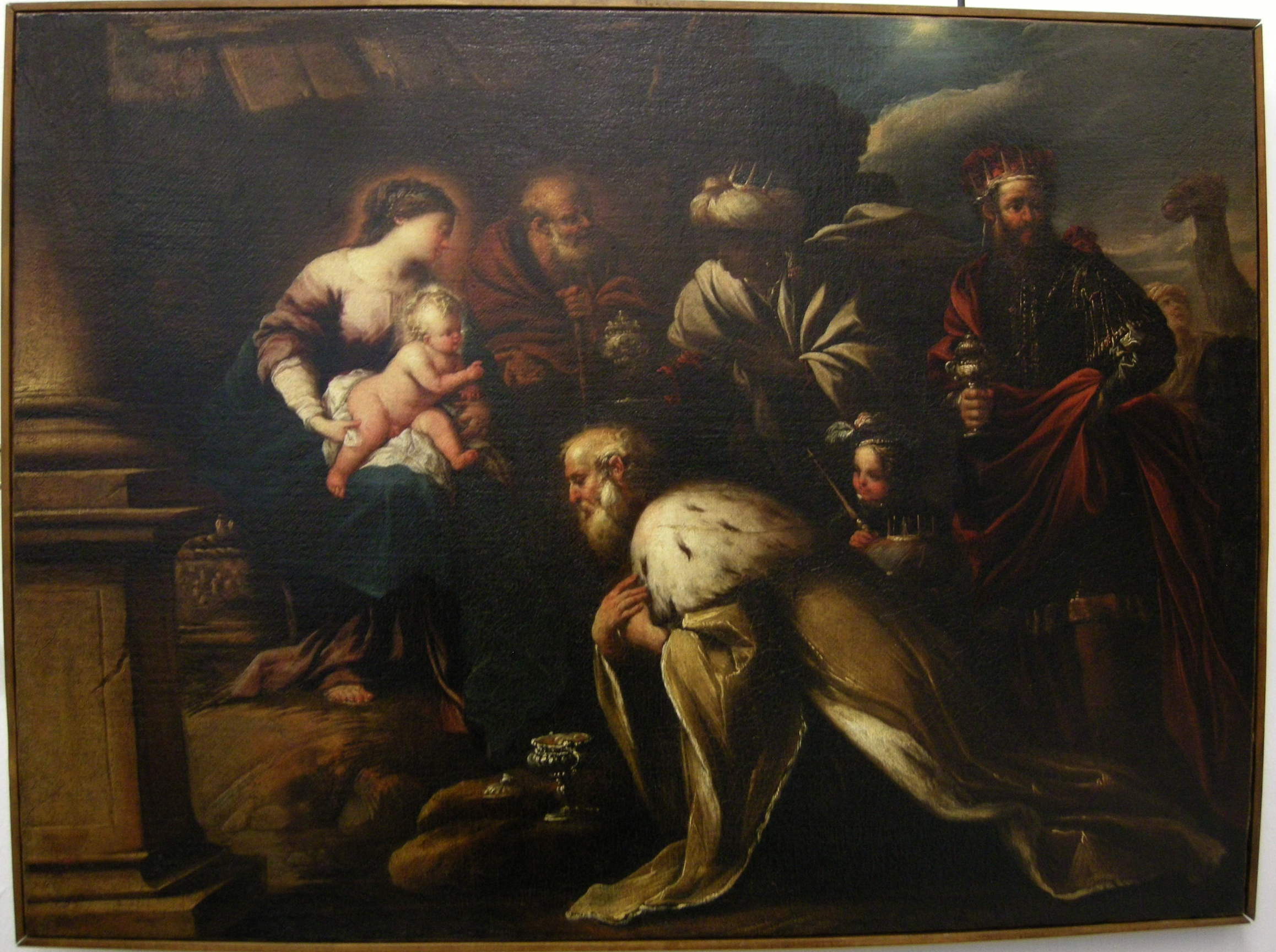
Adorazione dei Magi - Palazzo Bianco, Genova.

Stefano Magnasco (Genova, 1635 – Genova, 1672 o 1673) è stato un pittore italiano, padre del più celebre Alessandro Magnasco.

## Biografia
Nato intorno al 1635 da Lorenzo e Pellegrina, divenne allievo di Valerio Castello verso la metà del XVII secolo e successivamente si recò a Roma, ove risiedette cinque anni. Ritornato a Genova si sposò con Livia Caterina Musso, da cui ebbe Alessandro, divenuto anch'egli pittore, Artemisia e Giuseppe.
Per il suo stile, oltre al già citato Castello, si rifece a numerosi artisti suoi contemporanei di cui ebbe la possibilità di conoscerne l'arte a Genova e nel suo soggiorno romano, come i fiammighi Van Dyck e Rubens, i genovesi Grechetto e Baciccia o i tardo-caravaggeschi Reni e Lanfranco.
Delle opere del Magnasco sono note poche opere certe, dato che solo una decina risultano firmate. Morì nella sua città natale tra il 1672 e il 1673.

## Opere
- Sacra Famiglia servita dagli angeli, olio su tela, 72x110, Palazzo Bianco, Genova.[1]
- L'adorazione dei Magi, olio su tela, 73x79,5, Palazzo Bianco, Genova.[1]
- L'Angelo Custode e le anime purganti, olio su tela, Chiesa di San Teodoro, Genova.
- Transito di S. Giuseppe, olio su tela, Chiesa di San Francesco all'Ospedale San Martino, Genova.